# Hemmstraße

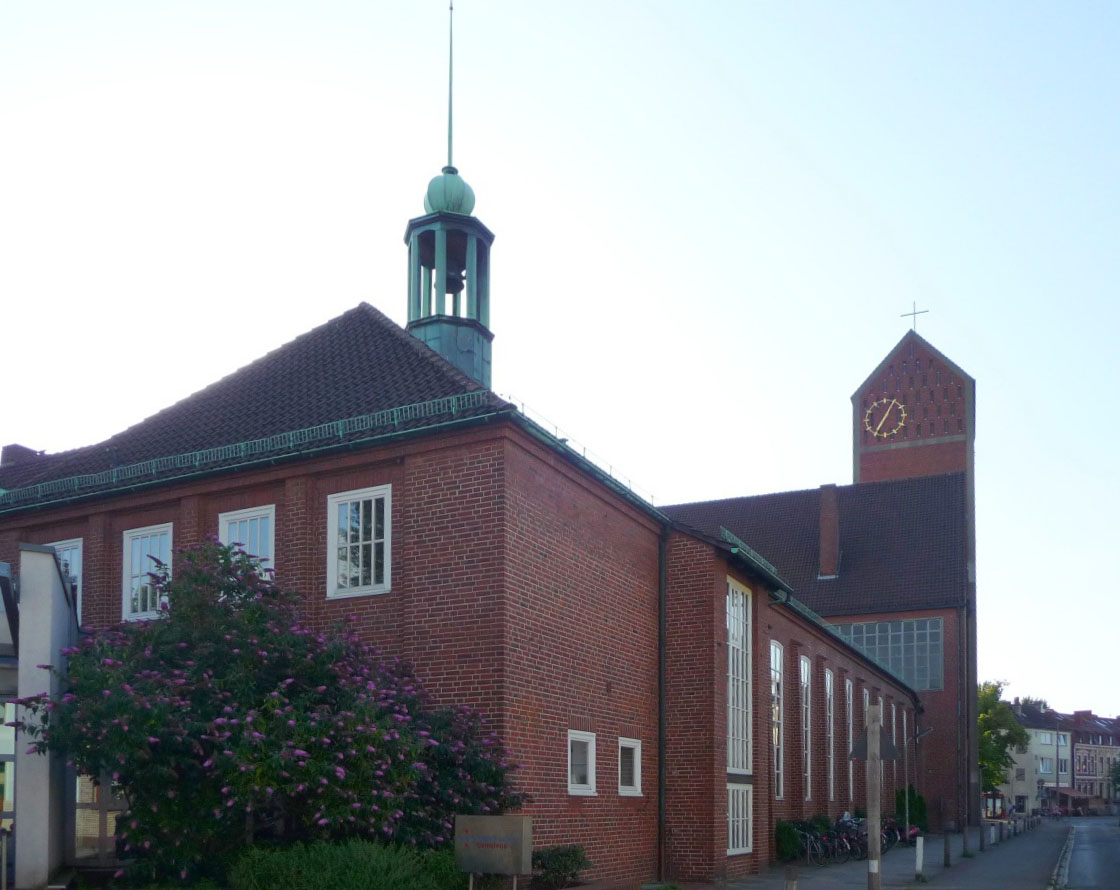
Martin-Luther-Kirche

Die Hemmstraße ist eine historische Straße in Nord-Süd-Richtung in Bremen-Findorff. Sie führt von der Borkumstraße bis zur A27.
Die Hemmstraße gliedert sich in die drei großen Teilbereiche:
- der südliche Teil von der Borkumstraße durch den Hemmstraßentunnel unter der Eisenbahn und die nun belebtere Straße bis zur Fürther / Eickedorfer Straße,
- der mittlere Teil bis zum Utbremer Ring
- und der nördliche, ruhige Teil bis zur A27. Nördlich der Autobahn findet sie ihre Fortsetzung in der Blocklander Hemmstraße.

Die Querstraßen wurden u. a. benannt als Kohlenstraße nach einer Lagerfläche für Kohle, Frielinger Straße nach einem Ort bei Soltau, Falkenberger Straße und Seeberger Straße nach Ortsteilen von Lilienthal, Timmersloher Straße und Katrepeler Straße nach Orten bei Borgfeld, Neukirchstraße nach dem Erbauer Armin Neukirch, Mittelwiese als Flurname, Am Kalkberg wegen der dortigen Kalklagerung, Heinrich-Klenke-Weg, Sulingskamp (Flurbezeichnung) sowie nach weiblichen Vornamen; ansonsten siehe beim Link zu den Straßen.
Die Hemmstraße ist in Bremen die Straße mit der vierthöchsten Hausnummer (Nr. 500).

## Geschichte

### Name
Im Niederblockland gab es 1139 urkundlich das Dorf Wallerhemme. 1179 wurde es Hemme benannt. Hemm(e) steht für Plätze oder Orte (wie z. B. Hemme, Hemmoor). Die Straße wurde früher auch Hempstraße benannt.

### Entwicklung
Die Hemmstraße gab es schon im 12. Jahrhundert. Sie führte 1139 durch das Dorf Wallerhemme von Utbremen an der kleinen Wümme durch das Blockland zur Großen Wümme. Das Dorf hatte 1823 nur 20 bis 30 Einwohner. 1336 stand eine Kapelle an der Straße. Ein dort gebauter Hof, der erstmals im 14. Jahrhundert erwähnt wurde, führt den Namen Kapelle-Hof. Die an der Straße ansässigen Bauern wurden auch Hemzatere genannt; sie waren für die Reinhaltung des Kuhgrabens zuständig.
1912 hatte Findorff ca. 10.000 Einwohner. In den Missler-Hallen  von 1906/07 an der Hemmstraße/Walsroder Straße wurden Auswanderer aus den osteuropäischen Ländern bis zu ihrer Abreise nach Bremerhaven untergebracht. Die Nazis wandelten die Hallen 1933 in ihr erstes Konzentrationslager in Bremen um.

### Verkehr
Die Kleinbahn Bremen–Tarmstedt, volkstümlich Jan Reiners genannt, war eine Eisenbahnstrecke, die von 1900 bis 1956 vom Bremen Parkbahnhof via Bahnhof Bremen Hemmstraße als Betriebsmittelpunkt der kleinen Bahn über Lilienthal nach Tarmstedt führte. Sie transportierte Torf, Post und andere Güter sowie Personen im Ausflugsverkehr.
1913 bekam mit der neuen Linie 9 von der Hemmstraße zur Sankt-Jürgen-Straße auch Findorff einen Anschluss an das Straßenbahnnetz. In Findorff wurde 1927 die Straßenbahnstrecke, die seit 1890 (und auch heute wieder) am Bürgerpark endet, durch die Eickedorfer Straße bis zur Hemmstraße verlängert. Damit war Findorff durch zwei Strecken erschlossen, und es konnte ein Ringverkehr eingerichtet werden. Nach der Einstellung der Linie 9 wurde diese Liniennummer anschließend nicht neu vergeben.
Im Nahverkehr in Bremen verkehren auf der Hemmsstraße die Buslinien: 
25 (Weidedamm-Süd – Utbremer Ring – Am Brill – Domsheide – Hauptbahnhof – Schweizer Eck), 
26 (Weidedamm Nord – Innsbrucker Str. – Utbremer Ring – Eickedorfer Str. – Hauptbahnhof – Am Brill – Huckelriede – Kattenturm),
27 (Emder Straße – Fürther Str. – Hemmstr. – Eickedorfer Str. – Hauptbahnhof – Am Brill – Huckelriede – Brinkum Nord / Niedersachsen), 
28 (Universität-Nord – Innsbrucker Str. – Utbremer Ring – Hemmstr. – Hansestr – Konsul Smidt Str. – Überseestadt Nord).

## Gebäude
An der Straße befinden sich im nördlichen Bereich eingeschossige, dann ein-, zwei-, drei-, vier- sowie auch fünfgeschossige Gebäude, die zumeist Wohnhäuser sind und in den zentralen Bereichen Geschäftshäuser.
Erwähnenswerte Gebäude und Anlagen waren und sind:
- Nr. 130: Verwaltungsgebäude Gustav F. Gerdts von 1959 nach Plänen von Gerhard Müller-Menckens
- Nr. 157: Hier stand das nach 1908 gebaute Frauen- und Mädchenheim des Vereins für eine Zufluchtstätte für Frauen und Mädchen, dessen Vorsitzende Beta Isenberg war.
- Nr. 159: 4-gesch. Wohnhaus mit der Findorff-Apotheke
- Nr. 201 Ecke Neukirchstraße 86: Martin-Luther-Kirche, Kirche von 1961 nach Plänen von Friedrich Schumacher.[4]
- Nr. 212: 2-gesch. Jan-Reiners-Center mit Läden REWE mit DHL, Reinigung, Apotheke, Bäcker Rolf.
- Nr. 240: Sitz der SG Findorff Bremen
- Nr. 263: 4-gesch. Wohn- und Geschäftshaus mit der Sparda-Bank
- Nr. 280–310: 1-gesch. Siedlungshäuser von 1935/36 nach Plänen von August Abbehusen
- Nr. 335: 2-gesch. Wohn- und Bürohaus mit dem Sitz des Kleingärtnervereins Niederblockland
- Nr. 345: 4-gesch. Seniorenhaus Findorff
- Nr. 360: Kirche Jesu Christi (Kirche Jesu Christi der Heiligen der Letzten Tage)
- Nr. 491: Bremer Tierschutzverein, Geschäftsstelle und Tierheim
- ab Nr. 500: Hemmstrassenfleet, östlich der Straße
- ab Nr. 450: Kleingartengebiet, östlich der Straße
- Hochschulring in der Höhe Hemmstraße: Werksgelände der Entsorgung Nord

Denkmale: 

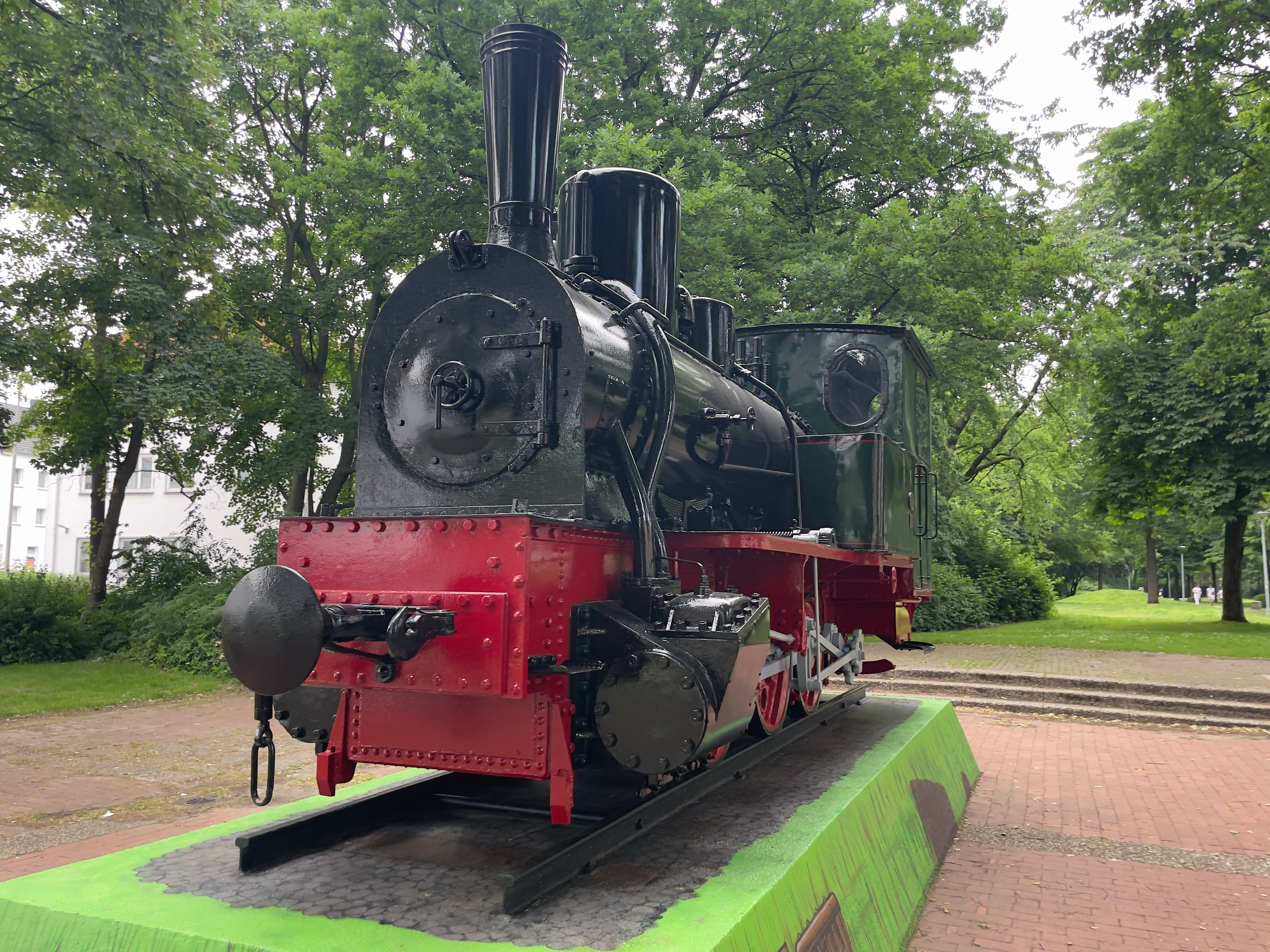
Ehemalige Dampflokomotive der Kleinbahn Bremen–Tarmstedt

- Die Lokomotive Nr. 1 der Kleinbahn Bremen–Tarmstedt, die den Eröffnungszug gezogen hatte, wurde 1966 vom Bürgerverein Findorff im Bereich des ehemaligen Bahnhofs Hemmstraße als Denkmal aufstellt.
- Gedenkplatte vor der Seniorenresidenz Walsroder Str. 1:  „Hinter diesen Mauern wurde in den ehemaligen Auswandererhallen Missler am 1. April 1933 das erste Bremer KZ errichtet.“